# Cinquième circonscription du Val-de-Marne
La cinquième circonscription du Val-de-Marne est l'une des 11 circonscriptions législatives françaises que compte le département du Val-de-Marne (94) situé en région Île-de-France.

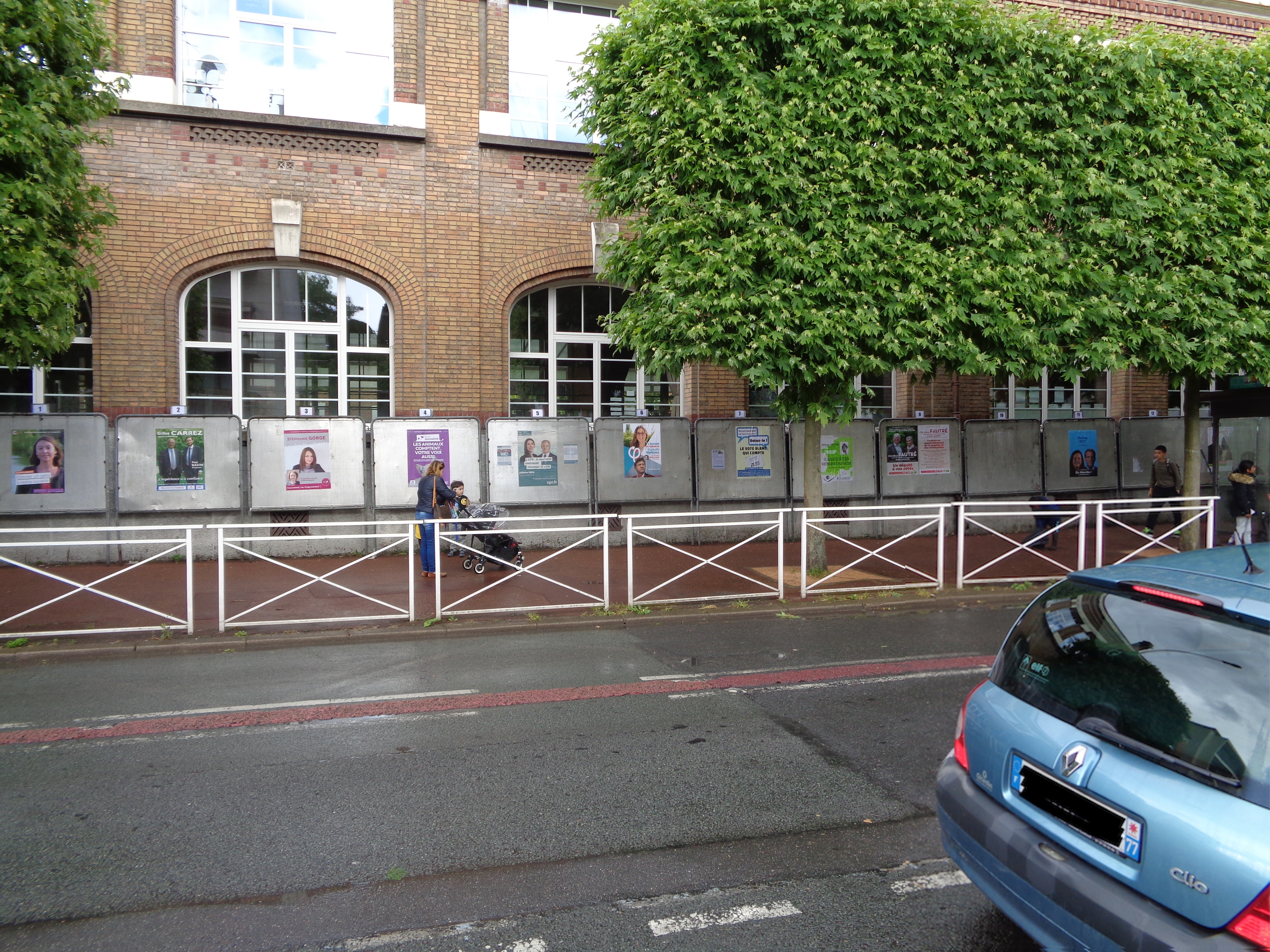
Affiches de campagne dans la 5e circonscription du Val-de-Marne lors des élections législatives de 2017.
(Cliquez pour agrandir la taille de l'image.)

## Description géographique et démographique

### De 1967 à 1986
Ancienne Quarante-huitième circonscription de la Seine.

### Depuis 1988
La cinquième circonscription du Val-de-Marne est délimitée par le découpage électoral de la loi no 86-1197 du 24 novembre 1986
, elle regroupe les divisions administratives suivantes : 
- Canton de Bry-sur-Marne
- Canton de Champigny-sur-Marne-Centre
- Canton de Champigny-sur-Marne-Est
- Canton du Perreux-sur-Marne
- Canton de Nogent-sur-Marne

D'après le recensement général de la population en 1999, réalisé par l'INSEE, la population totale de cette circonscription est estimée à 102225 habitants,.
Lors du redécoupage électoral de 2010, le canton de Nogent-sur-Marne, qui faisait partie de l'ancienne septième circonscription (supprimée), a été ajouté à cette circonscription.

## Historique des députations
| Législature | Début de mandat | Fin de mandat  | Député          | Parti politique | Observations                                                                           |
| ----------- | --------------- | -------------- | --------------- | --------------- | -------------------------------------------------------------------------------------- |
| IXe         | 23 juin 1988    | 1er avril 1993 | Michel Giraud   | RPR             |                                                                                        |
| Xe          | 2 avril 1993    | 21 avril 1997  | Gilles Carrez,  | RPR,            | Mandat écourté à la suite d'une dissolution parlementaire décidée par Jacques Chirac.  |
| XIe         | 12 juin 1997    | 18 juin 2002   | Gilles Carrez,  | RPR,            |                                                                                        |
| XIIe        | 19 juin 2002    | 19 juin 2007   | Gilles Carrez,  | UMP,            |                                                                                        |
| XIIIe       | 20 juin 2007    | 19 juin 2012   | Gilles Carrez   | UMP             |                                                                                        |
| XIVe        | 20 juin 2012    | 20 juin 2017   | Gilles Carrez   | UMP             |                                                                                        |
| XVe         | 21 juin 2017    | 21 juin 2022   | Gilles Carrez   | UMP             |                                                                                        |
| XVIe        | 22 juin 2022    | 9 juin 2024    | Mathieu Lefèvre | LREM            | Mandat écourté à la suite d'une dissolution parlementaire décidée par Emmanuel Macron. |
| XVIIe       | 8 juillet 2024  | En cours       | Mathieu Lefèvre | RE              |                                                                                        |

## Historique des élections

### Élections législatives de 1967
| Candidat           | Candidat                  | Parti                     | Premier tour | Premier tour | Second tour | Second tour |  |
| Candidat           | Candidat                  | Parti                     | Voix         | %            | Voix        | %           |  |
| ------------------ | ------------------------- | ------------------------- | ------------ | ------------ | ----------- | ----------- |  |
|                    | Pierre Billotte élu       | UD-Ve                     | 27 781       | 43,47        | 33 944      | 57,57       |  |
|                    | Armand Dudach             | PCF                       | 16 036       | 25,09        | 25 016      | 42,43       |  |
|                    | Philippe Vayron           | CD (PDM)                  | 9 542        | 14,93        | Retrait     | Retrait     |  |
|                    | Fernand Trouillet         | FGDS (CIR)                | 7 578        | 11,86        |             |             |  |
|                    | Christian Dutech-Pariente | ARLP                      | 1 598        | 2,5          |             |             |  |
|                    | Pierre Chartier           | Divers droite (Gaulliste) | 1 378        | 2,16         |             |             |  |
|                    |                           |                           |              |              |             |             |  |
| Inscrits           | Inscrits                  | Inscrits                  | 80 235       | 100,00       | 80 238      | 100,00      |  |
| Abstentions        | Abstentions               | Abstentions               | 15 103       | 18,82        | 17 746      | 22,12       |  |
| Votants            | Votants                   | Votants                   | 65 132       | 81,18        | 62 492      | 77,88       |  |
| Blancs et nuls     | Blancs et nuls            | Blancs et nuls            | 1 219        | 1,87         | 3 532       | 5,65        |  |
| Exprimés           | Exprimés                  | Exprimés                  | 63 913       | 98,13        | 58 960      | 94,35       |  |
| Source : Data.gouv |                           |                           |              |              |             |             |  |

Le suppléant de Pierre Billotte était Gilbert Noël, maire de Saint-Maur-des-Fossés. Gilbert Noël remplaça Pierre Billotte, nommé membre du gouvernement, du 8 mai 1967 au 30 mai 1968.

### Élections législatives de 1968
|                    | Pierre Billotte sortant réélu | UDR (URP)      | 31 073 | 50,23  |  |  |  |
|                    | Guy Chaffaud                  | PCF            | 13 724 | 22,19  |  |  |  |
|                    | François Garcia               | CD (PDM)       | 9 190  | 14,86  |  |  |  |
|                    | Pierre Genty                  | PSU            | 6 674  | 10,79  |  |  |  |
|                    | Jean Lafanechère              | TD             | 1 197  | 1,94   |  |  |  |
|                    |                               |                |        |        |  |  |  |
| Inscrits           | Inscrits                      | Inscrits       | 79 313 | 100,00 |  |  |  |
| Abstentions        | Abstentions                   | Abstentions    | 16 772 | 21,15  |  |  |  |
| Votants            | Votants                       | Votants        | 62 541 | 78,85  |  |  |  |
| Blancs et nuls     | Blancs et nuls                | Blancs et nuls | 683    | 1,09   |  |  |  |
| Exprimés           | Exprimés                      | Exprimés       | 61 858 | 98,91  |  |  |  |
| Source : Data.gouv |                               |                |        |        |  |  |  |

Le suppléant de Pierre Billotte était Gilbert Noël.

### Élections législatives de 1973
| Candidat           | Candidat                      | Parti          | Premier tour | Premier tour | Second tour | Second tour |  |
| Candidat           | Candidat                      | Parti          | Voix         | %            | Voix        | %           |  |
| ------------------ | ----------------------------- | -------------- | ------------ | ------------ | ----------- | ----------- |  |
|                    | Pierre Billotte sortant réélu | UDR (URP)      | 24 952       | 35,72        | 36 364      | 55,03       |  |
|                    | Michel Germa                  | PCF            | 14 831       | 21,23        | 29 716      | 44,97       |  |
|                    | Georges Giraud                | CD (MR)        | 11 394       | 16,31        | Retrait     | Retrait     |  |
|                    | Marc Domec                    | PS (UGSD)      | 9 388        | 13,44        | Retrait     | Retrait     |  |
|                    | Gilbert Estève                | PSU            | 3 255        | 4,66         |             |             |  |
|                    | André Bergerioux              | Divers         | 1 958        | 2,8          |             |             |  |
|                    | Yves de Coatgoureden          | FN             | 1 515        | 2,17         |             |             |  |
|                    | Bernard P. Pinell             | LCR            | 1 398        | 2            |             |             |  |
|                    | Pierre Gosset                 | Divers droite  | 694          | 0,99         |             |             |  |
|                    | Paul Resche                   | Divers gauche  | 475          | 0,68         |             |             |  |
|                    |                               |                |              |              |             |             |  |
| Inscrits           | Inscrits                      | Inscrits       | 87 000       | 100,00       | 87 006      | 100,00      |  |
| Abstentions        | Abstentions                   | Abstentions    | 15 980       | 18,37        | 16 821      | 19,33       |  |
| Votants            | Votants                       | Votants        | 71 020       | 81,63        | 70 185      | 80,67       |  |
| Blancs et nuls     | Blancs et nuls                | Blancs et nuls | 1 160        | 1,63         | 4 105       | 5,85        |  |
| Exprimés           | Exprimés                      | Exprimés       | 69 860       | 98,37        | 66 080      | 94,15       |  |
| Source : Data.gouv |                               |                |              |              |             |             |  |

Le suppléant de Pierre Billotte était Gilbert Noël.

### Élections législatives de 1978
| Candidat       | Candidat                | Parti          | Premier tour | Premier tour | Second tour | Second tour |  |
| Candidat       | Candidat                | Parti          | Voix         | %            | Voix        | %           |  |
| -------------- | ----------------------- | -------------- | ------------ | ------------ | ----------- | ----------- |  |
|                | Jean-Louis Beaumont élu | Divers droite  | 22 241       | 26,11        | 46 159      | 53,09       |  |
|                | Catherine Lalumière     | PS             | 18 097       | 21,25        | 40 784      | 46,91       |  |
|                | Michel Germa            | PCF            | 16 512       | 19,39        | Retrait     | Retrait     |  |
|                | Pierre Billotte sortant | RPR            | 15 916       | 18,69        | Retrait     | Retrait     |  |
|                | Pierre Cuesta           | Écologie 78    | 5 358        | 6,29         |             |             |  |
|                | Jean-Michel Moreau      | PSU (FA)       | 1 215        | 1,43         |             |             |  |
|                | Pierre Gosset           | Divers droite  | 1 014        | 1,19         |             |             |  |
|                | Marcel Monin            | Divers droite  | 997          | 1,17         |             |             |  |
|                | René Legagneux          | FN             | 836          | 0,98         |             |             |  |
|                | Noël Dauce              | LCR            | 780          | 0,91         |             |             |  |
|                | Philippe Ellul          | PFN            | 718          | 0,84         |             |             |  |
|                | Éric Chevobbe           | LO             | 710          | 0,83         |             |             |  |
|                | Patrice Salvaudon       | MDD            | 509          | 0,60         |             |             |  |
|                | Lionel Lemaire          | Divers droite  | 261          | 0,30         |             |             |  |
|                |                         |                |              |              |             |             |  |
| Inscrits       | Inscrits                | Inscrits       | 105 808      | 100,00       | 105 814     | 100,00      |  |
| Abstentions    | Abstentions             | Abstentions    | 19 522       | 18,45        | 17 021      | 16,09       |  |
| Votants        | Votants                 | Votants        | 86 286       | 81,55        | 88 793      | 83,91       |  |
| Blancs et nuls | Blancs et nuls          | Blancs et nuls | 1 122        | 1,3          | 1 850       | 2,08        |  |
| Exprimés       | Exprimés                | Exprimés       | 85 164       | 98,7         | 86 943      | 97,92       |  |

Le suppléant de Jean-Louis Beaumont était Bastien Moscara, conseiller municipal de Saint-Maur-des-Fossés.

### Élections législatives de 1981
| Candidat       | Candidat                    | Parti                | Premier tour | Premier tour | Second tour | Second tour |  |
| Candidat       | Candidat                    | Parti                | Voix         | %            | Voix        | %           |  |
| -------------- | --------------------------- | -------------------- | ------------ | ------------ | ----------- | ----------- |  |
|                | Jean-Louis Beaumont sortant | Divers droite (UNM)  | 31 540       | 43,25        | 36 968      | 47,44       |  |
|                | Laurent Cathala élu         | PS                   | 27 148       | 37,22        | 40 962      | 52,56       |  |
|                | Annick Davisse              | PCF                  | 7 546        | 10,35        |             |             |  |
|                | Philippe Grosjean           | Divers écologiste    | 3 069        | 4,21         |             |             |  |
|                | Michel Jousset              | PSU                  | 1 053        | 1,44         |             |             |  |
|                | Gérard Lahire               | Extrême droite (PFN) | 948          | 1,30         |             |             |  |
|                | Jean Charpantier            | MRG                  | 782          | 1,07         |             |             |  |
|                | Philippe Vollot             | LCR                  | 473          | 0,65         |             |             |  |
|                | Daniel Gendre               | LO                   | 363          | 0,50         |             |             |  |
|                | Jean-Luc Bennahmias         | Extrême gauche (CCA) | 4            | 0,00         |             |             |  |
|                | F. Mazaleyrat               | FN                   | 2            | 0,00         |             |             |  |
|                |                             |                      |              |              |             |             |  |
| Inscrits       | Inscrits                    | Inscrits             | 107 172      | 100,00       | 107 171     | 100,00      |  |
| Abstentions    | Abstentions                 | Abstentions          | 33 425       | 31,19        | 27 869      | 26          |  |
| Votants        | Votants                     | Votants              | 73 747       | 68,81        | 79 302      | 74          |  |
| Blancs et nuls | Blancs et nuls              | Blancs et nuls       | 819          | 1,11         | 1 372       | 1,73        |  |
| Exprimés       | Exprimés                    | Exprimés             | 72 928       | 98,89        | 77 930      | 98,27       |  |

Le suppléant de Laurent Cathala était Jean-Yves Delanoë, militant associatif à Saint-Maur-des-Fossés.

### Élections législatives de 1988
| Candidat       | Candidat                    | Parti          | Premier tour | Premier tour | Second tour | Second tour |  |
| Candidat       | Candidat                    | Parti          | Voix         | %            | Voix        | %           |  |
| -------------- | --------------------------- | -------------- | ------------ | ------------ | ----------- | ----------- |  |
|                | Michel Giraud sortant réélu | RPR (URC)      | 15 489       | 43,31        | 20 325      | 54,7        |  |
|                | Paulette Nevoux sortante    | PS             | 9 219        | 25,78        | 16 833      | 45,3        |  |
|                | Jean-Louis Bargero          | PCF            | 7 341        | 20,53        | Retrait     | Retrait     |  |
|                | Jean Luciani                | FN             | 3 582        | 10,02        |             |             |  |
|                | Agnès Le Houelleur          | POE            | 131          | 0,37         |             |             |  |
|                | Pierre Monnier              | Divers droite  | 0            | 0            |             |             |  |
|                |                             |                |              |              |             |             |  |
| Inscrits       | Inscrits                    | Inscrits       | 58 706       | 100,00       | 58 706      | 100,00      |  |
| Abstentions    | Abstentions                 | Abstentions    | 22 342       | 38,06        | 20 719      | 35,29       |  |
| Votants        | Votants                     | Votants        | 36 364       | 61,94        | 37 987      | 64,71       |  |
| Blancs et nuls | Blancs et nuls              | Blancs et nuls | 602          | 1,66         | 829         | 2,18        |  |
| Exprimés       | Exprimés                    | Exprimés       | 35 762       | 98,34        | 37 158      | 97,82       |  |

Le suppléant de Michel Giraud était Gilles Carrez.

### Élections législatives de 1993
| Candidat       | Candidat                    | Parti          | Premier tour | Premier tour | Second tour | Second tour |  |
| Candidat       | Candidat                    | Parti          | Voix         | %            | Voix        | %           |  |
| -------------- | --------------------------- | -------------- | ------------ | ------------ | ----------- | ----------- |  |
|                | Michel Giraud sortant réélu | RPR (UPF)      | 15 971       | 43,46        | 21 246      | 60,56       |  |
|                | Jean-Louis Bargero          | PCF            | 7 021        | 18,99        | 13 836      | 39,44       |  |
|                | Lydia Schénardi             | FN             | 5 051        | 13,66        |             |             |  |
|                | Jean-Claude Emorine         | PS (ADFP)      | 3 868        | 10,46        |             |             |  |
|                | Danielle Raabe              | Les Verts (EÉ) | 3 430        | 9,28         |             |             |  |
|                | Mireille Michelier          | LT-LNÉ         | 808          | 2,19         |             |             |  |
|                | Édouard Mandelkern          | MDC            | 606          | 1,64         |             |             |  |
|                | Raymond Curie               | LCR            | 222          | 0,6          |             |             |  |
|                |                             |                |              |              |             |             |  |
| Inscrits       | Inscrits                    | Inscrits       | 57 757       | 100,00       | 57 757      | 100,00      |  |
| Abstentions    | Abstentions                 | Abstentions    | 19 654       | 34,03        | 20 471      | 35,44       |  |
| Votants        | Votants                     | Votants        | 38 103       | 65,97        | 37 286      | 64,56       |  |
| Blancs et nuls | Blancs et nuls              | Blancs et nuls | 1 126        | 2,96         | 2 204       | 5,91        |  |
| Exprimés       | Exprimés                    | Exprimés       | 36 977       | 97,04        | 35 082      | 94,09       |  |

Le suppléant de Michel Giraud était Gilles Carrez. Gilles Carrez remplaça Michel Giraud, nommé membre du gouvernement, du 2 mai 1993 au 21 avril 1997.

### Élections législatives de 1997
| Candidat       | Candidat                    | Parti          | Premier tour | Premier tour | Second tour | Second tour |  |
| Candidat       | Candidat                    | Parti          | Voix         | %            | Voix        | %           |  |
| -------------- | --------------------------- | -------------- | ------------ | ------------ | ----------- | ----------- |  |
|                | Gilles Carrez sortant réélu | RPR            | 11 454       | 32,24        | 20 175      | 54,7        |  |
|                | Jean-Louis Bargero          | PCF            | 7 370        | 20,74        | 16 711      | 45,3        |  |
|                | Évelyne Picard              | PS             | 6 720        | 18,91        |             |             |  |
|                | Roland Favre                | FN             | 5 218        | 14,69        |             |             |  |
|                | Christian Daniault          | LDI (MPF)      | 1 053        | 2,96         |             |             |  |
|                | Gilles Kasic                | GÉ             | 1 038        | 2,92         |             |             |  |
|                | Véronique Hunaut            | LO             | 976          | 2,75         |             |             |  |
|                | Marie-José Deloire          | MÉI            | 900          | 2,53         |             |             |  |
|                | Frédéric Fernandez          | US4J           | 369          | 1,04         |             |             |  |
|                | Christian Lamotte           | LCR            | 192          | 0,54         |             |             |  |
|                | Raymond Gene                | AREV           | 123          | 0,35         |             |             |  |
|                | Serge Giulieri              | Divers         | 116          | 0,33         |             |             |  |
|                |                             |                |              |              |             |             |  |
| Inscrits       | Inscrits                    | Inscrits       | 55 382       | 100,00       | 55 382      | 100,00      |  |
| Abstentions    | Abstentions                 | Abstentions    | 18 640       | 33,66        | 16 438      | 29,68       |  |
| Votants        | Votants                     | Votants        | 36 742       | 66,34        | 38 944      | 70,32       |  |
| Blancs et nuls | Blancs et nuls              | Blancs et nuls | 1 213        | 3,3          | 2 058       | 5,28        |  |
| Exprimés       | Exprimés                    | Exprimés       | 35 529       | 96,7         | 36 886      | 94,72       |  |

Le suppléant de Gilles Carrez était Jacques Lasne, maire de Bry-sur-Marne, conseiller général du canton de Bry-sur-Marne.

### Élections législatives de 2002
| Candidat       | Candidat                    | Parti            | Premier tour | Premier tour | Second tour | Second tour |  |
| Candidat       | Candidat                    | Parti            | Voix         | %            | Voix        | %           |  |
| -------------- | --------------------------- | ---------------- | ------------ | ------------ | ----------- | ----------- |  |
|                | Gilles Carrez sortant réélu | UMP              | 15 085       | 42,26        | 18 348      | 58,01       |  |
|                | Evelyne Picard              | PS               | 6 387        | 17,89        | 13 280      | 41,99       |  |
|                | Jean-Louis Bargero          | PCF              | 5 402        | 15,13        |             |             |  |
|                | Jean Viedemann              | FN               | 3 232        | 9,05         |             |             |  |
|                | Jean-Pierre Barnaud         | UDF              | 1 756        | 4,92         |             |             |  |
|                | Jean-François Collin        | Les Verts        | 1 474        | 4,13         |             |             |  |
|                | Sylvaine Ettori             | Pôle républicain | 511          | 1,43         |             |             |  |
|                | Valérie Técher              | LCR              | 394          | 1,1          |             |             |  |
|                | Philippe Valette            | Sans étiquette   | 330          | 0,92         |             |             |  |
|                | Yann Greiner                | MNR              | 281          | 0,79         |             |             |  |
|                | Véronique Hunaut            | LO               | 259          | 0,73         |             |             |  |
|                | Frédéric Venant             | MÉI              | 204          | 0,57         |             |             |  |
|                | Christian Daniault          | MPF              | 159          | 0,45         |             |             |  |
|                | Alphonse Loemba             | Divers           | 83           | 0,23         |             |             |  |
|                | Aline Guillou               | CPNT             | 72           | 0,2          |             |             |  |
|                | Philippe Ghebbi             | Divers gauche    | 64           | 0,18         |             |             |  |
|                | Achille Birba               | Divers           | 0            | 0            |             |             |  |
|                | Jean-Pierre Dujols          | Divers           | 0            | 0            |             |             |  |
|                |                             |                  |              |              |             |             |  |
| Inscrits       | Inscrits                    | Inscrits         | 56 963       | 100,00       | 56 963      | 100,00      |  |
| Abstentions    | Abstentions                 | Abstentions      | 20 846       | 36,6         | 24 439      | 42,9        |  |
| Votants        | Votants                     | Votants          | 36 117       | 63,4         | 32 524      | 57,1        |  |
| Blancs et nuls | Blancs et nuls              | Blancs et nuls   | 424          | 1,17         | 896         | 2,75        |  |
| Exprimés       | Exprimés                    | Exprimés         | 35 693       | 98,83        | 31 628      | 97,25       |  |

Le suppléant de Gilles Carrez était Dominique Roblin, conseiller général du canton de Bry-sur-Marne, premier adjoint au maire de Bry-sur-Marne, fonctionnaire.

### Élections législatives de 2007
| Candidat       | Candidat                    | Parti          | Premier tour | Premier tour | Second tour | Second tour |  |
| Candidat       | Candidat                    | Parti          | Voix         | %            | Voix        | %           |  |
| -------------- | --------------------------- | -------------- | ------------ | ------------ | ----------- | ----------- |  |
|                | Gilles Carrez sortant réélu | UMP            | 16 511       | 46,06        | 18 044      | 55,61       |  |
|                | Dominique Adenot            | PCF            | 5 915        | 16,5         | 14 404      | 44,39       |  |
|                | Marie-Odile Dufour          | PS             | 5 728        | 15,98        |             |             |  |
|                | Jean-Pierre Barnaud         | UDF–MoDem      | 3 406        | 9,5          |             |             |  |
|                | Hervé Leroy                 | FN             | 1 303        | 3,63         |             |             |  |
|                | Anne-Marie Xambeu           | Les Verts      | 1 215        | 3,39         |             |             |  |
|                | Vincent Robin               | LCR            | 774          | 2,16         |             |             |  |
|                | Jacques Venot               | MPF            | 456          | 1,27         |             |             |  |
|                | Léonce Bellemare            | Divers         | 200          | 0,56         |             |             |  |
|                | Véronique Hunaut            | LO             | 194          | 0,54         |             |             |  |
|                | Monique Demezuk             | MNR            | 143          | 0,4          |             |             |  |
|                | Jean-Michel Baroche         | Divers         | 5            | 0,01         |             |             |  |
|                |                             |                |              |              |             |             |  |
| Inscrits       | Inscrits                    | Inscrits       | 61 976       | 100,00       | 61 976      | 100,00      |  |
| Abstentions    | Abstentions                 | Abstentions    | 25 745       | 41,54        | 28 516      | 46,01       |  |
| Votants        | Votants                     | Votants        | 36 231       | 58,46        | 33 460      | 53,99       |  |
| Blancs et nuls | Blancs et nuls              | Blancs et nuls | 381          | 1,05         | 1 012       | 3,02        |  |
| Exprimés       | Exprimés                    | Exprimés       | 35 850       | 98,95        | 32 448      | 96,98       |  |

### Élections législatives de 2012
Pour un article plus général, voir Élections législatives de 2012 dans le Val-de-Marne.
| Candidat       | Candidat                    | Parti          | Premier tour | Premier tour | Second tour | Second tour |  |
| Candidat       | Candidat                    | Parti          | Voix         | %            | Voix        | %           |  |
| -------------- | --------------------------- | -------------- | ------------ | ------------ | ----------- | ----------- |  |
|                | Gilles Carrez sortant réélu | UMP            | 19 184       | 40,89        | 24 542      | 54,06       |  |
|                | Caroline Adomo              | PS             | 12 794       | 27,27        | 20 854      | 45,94       |  |
|                | Dominique Adenot            | FG (PCF)       | 6 276        | 13,38        |             |             |  |
|                | Jean-Marie Rougier          | FN             | 3 987        | 8,50         |             |             |  |
|                | Arnaud Dussud               | EÉLV           | 1 308        | 2,79         |             |             |  |
|                | Jessica Perniceni           | MoDem          | 1 258        | 2,68         |             |             |  |
|                | Marc Badel                  | MRC            | 569          | 1,21         |             |             |  |
|                | Marc Arazi                  | Divers droite  | 392          | 0,84         |             |             |  |
|                | Grégory Gautier             | AÉI            | 364          | 0,78         |             |             |  |
|                | Julie Guicheteau            | DLR            | 323          | 0,69         |             |             |  |
|                | Lydie Zhu                   | PLD            | 175          | 0,37         |             |             |  |
|                | Sylvette Minnaert           | NPA            | 151          | 0,32         |             |             |  |
|                | Nicolas Pétillot            | LO             | 136          | 0,292        |             |             |  |
|                |                             |                |              |              |             |             |  |
| Inscrits       | Inscrits                    | Inscrits       | 86 113       | 100,00       | 86 113      | 100,00      |  |
| Abstentions    | Abstentions                 | Abstentions    | 38 664       | 44,9         | 39 739      | 46,15       |  |
| Votants        | Votants                     | Votants        | 47 449       | 55,1         | 46 374      | 53,85       |  |
| Blancs et nuls | Blancs et nuls              | Blancs et nuls | 532          | 1,12         | 978         | 2,11        |  |
| Exprimés       | Exprimés                    | Exprimés       | 46 917       | 98,88        | 45 396      | 97,89       |  |

### Élections législatives de 2017
|                                                                               | |                           |                           |                          |                          |
|                                                                               | | Premier tour 11 juin 2017 | Premier tour 11 juin 2017 | Second tour 18 juin 2017 | Second tour 18 juin 2017 |
|                                                                               | |                           |                           |                          |                          |
|                                                                               | | Nombre                    | % des inscrits            | Nombre                   | % des inscrits           |
| Inscrits                                                                      | Inscrits | 89 457                    | 100,00                    | 89 457                   | 100,00                   |
| Abstentions                                                                   | Abstentions | 45 960                    | 51,38                     | 52 423                   | 58,60                    |
| Votants                                                                       | Votants | 43 497                    | 48,62                     | 37 034                   | 41,40                    |
|                                                                               | |                           | % des votants             |                          | % des votants            |
| Bulletins blancs                                                              | Bulletins blancs | 370                       | 0,85                      | 2 440                    | 6,59                     |
| Bulletins nuls                                                                | Bulletins nuls | 110                       | 0,25                      | 634                      | 1,71                     |
| Suffrages exprimés                                                            | Suffrages exprimés | 43 017                    | 98,90                     | 33 960                   | 91,70                    |
|                                                                               | |                           |                           |                          |                          |
| Candidat Étiquette politique (partis et alliances)                            | Candidat Étiquette politique (partis et alliances)                                                                    | Voix                      | % des exprimés            | Voix                     | % des exprimés           |
|                                                                               | |                           |                           |                          |                          |
|                                                                               | Nadine Ret La République en marche                                                                                    | 15 962                    | 37,11                     | 16 815                   | 49,51                    |
|                                                                               | Gilles Carrez (député sortant) Les Républicains (Union des démocrates et indépendants)                                | 11 898                    | 27,66                     | 17 145                   | 50,49                    |
|                                                                               | Raphaëlle Martinez La France insoumise                                                                                | 4 397                     | 10,22                     |                          |                          |
|                                                                               | Christian Fautré Parti communiste français                                                                            | 3 263                     | 7,59                      |                          |                          |
|                                                                               | Isabelle Huguenin-Richard Front national                                                                              | 2 625                     | 6,10                      |                          |                          |
|                                                                               | Caroline Adomo Parti socialiste (Mouvement républicain et citoyen - Parti radical de gauche)                          | 2 066                     | 4,80                      |                          |                          |
|                                                                               | Marie-José Deloire Écologiste (Confédération pour l'homme, l'animal et la planète - Mouvement écologiste indépendant) | 821                       | 1,91                      |                          |                          |
|                                                                               | Kristell Labous Divers (La Relève citoyenne)                                                                          | 656                       | 1,52                      |                          |                          |
|                                                                               | Thibaut Tanguy Divers (Parti animaliste)                                                                              | 616                       | 1,43                      |                          |                          |
|                                                                               | Juliette Fafa Divers (Union populaire républicaine)                                                                   | 308                       | 0,72                      |                          |                          |
|                                                                               | Stéphane Guyot Divers (Parti du vote blanc)                                                                           | 179                       | 0,42                      |                          |                          |
|                                                                               | François Joslin Lutte ouvrière                                                                                        | 172                       | 0,40                      |                          |                          |
|                                                                               | Stéphanie Gorge Divers gauche (Mouvement des progressistes)                                                           | 48                        | 0,11                      |                          |                          |
|                                                                               | Dominique Stefanoff Debout la France                                                                                  | 6                         | 0,01                      |                          |                          |
| Source : Ministère de l'Intérieur - Cinquième circonscription du Val-de-Marne | |                           |                           |                          |                          |

### Élections législatives de 2022

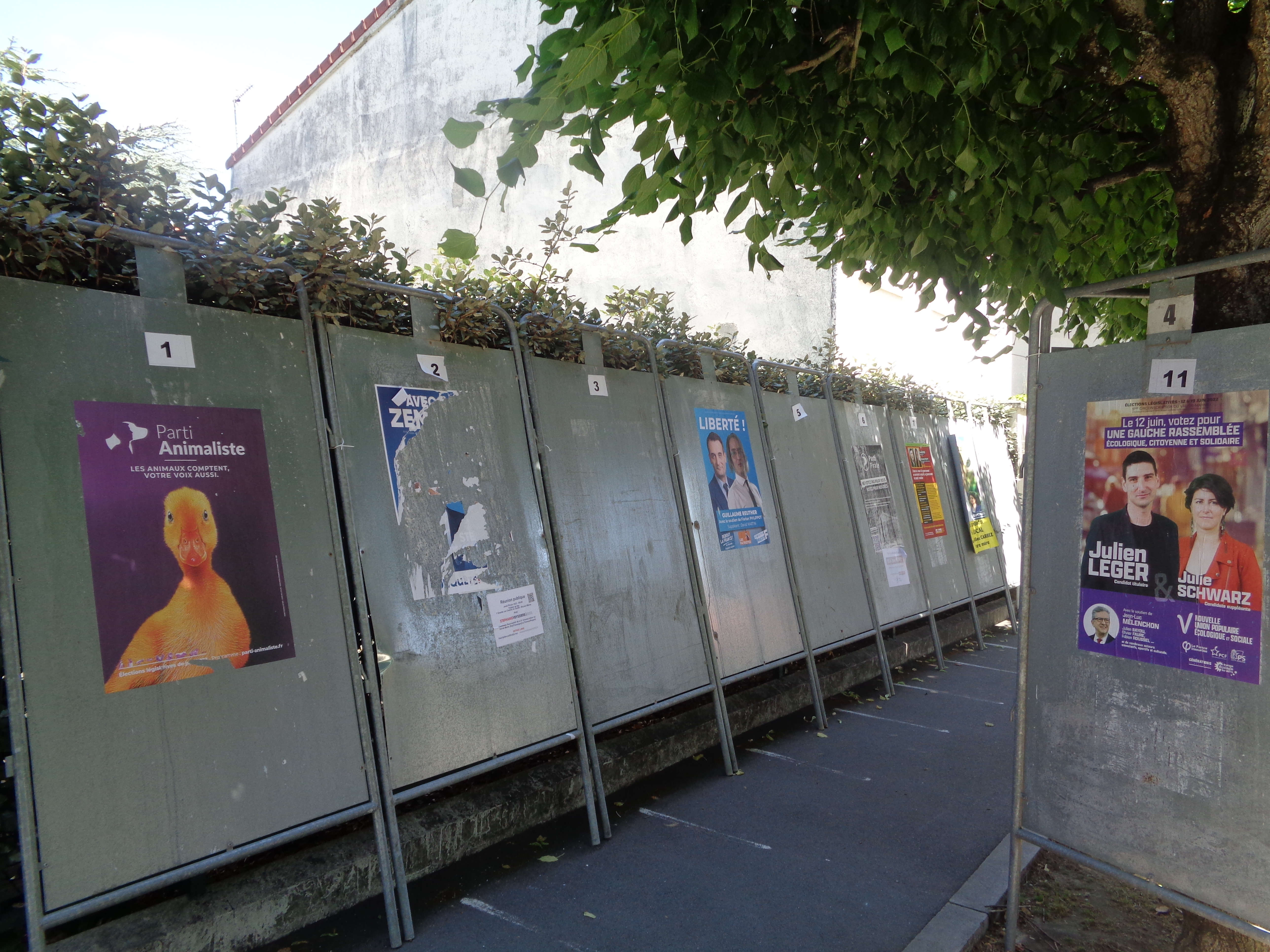
Affiches de campagne dans la cinquième circonscription du Val-de-Marne pour les élections législatives de 2022.

|                                                    |                                                                                       |                           |                           |                          |                          |
|                                                    |                                                                                       | Premier tour 12 juin 2022 | Premier tour 12 juin 2022 | Second tour 19 juin 2022 | Second tour 19 juin 2022 |
|                                                    |                                                                                       |                           |                           |                          |                          |
|                                                    |                                                                                       | Nombre                    | % des inscrits            | Nombre                   | % des inscrits           |
| Inscrits                                           | Inscrits                                                                              | 90 274                    | 100                       | 90 294                   | 100                      |
| Abstentions                                        | Abstentions                                                                           | 46 965                    | 52,02                     | 47 442                   | 52,54                    |
| Votants                                            | Votants                                                                               | 43 309                    | 47,98                     | 42 852                   | 47,46                    |
|                                                    |                                                                                       |                           | % des votants             |                          | % des votants            |
| Bulletins blancs                                   | Bulletins blancs                                                                      | 575                       | 1,33                      | 1627                     | 3,80                     |
| Bulletins nuls                                     | Bulletins nuls                                                                        | 143                       | 0,33                      | 476                      | 1,11                     |
| Suffrages exprimés                                 | Suffrages exprimés                                                                    | 42 591                    | 98,34                     | 40 749                   | 95,09                    |
|                                                    |                                                                                       |                           |                           |                          |                          |
| Candidat Étiquette politique (partis et alliances) | Candidat Étiquette politique (partis et alliances)                                    | Voix                      | % des exprimés            | Voix                     | % des exprimés           |
|                                                    |                                                                                       |                           |                           |                          |                          |
|                                                    | Julien Léger Nouvelle Union populaire écologique et sociale Parti communiste français | 13 452                    | 31,58                     | 17 739                   | 43,53                    |
|                                                    | Mathieu Lefèvre Ensemble                                                              | 12 544                    | 29,45                     | 23 010                   | 56,47                    |
|                                                    | Paul Bazin Les Républicains                                                           | 8 564                     | 20,11                     |                          |                          |
|                                                    | Isabelle Huguenin-Richard Rassemblement national                                      | 3 537                     | 8,30                      |                          |                          |
|                                                    | Stéphanie Veyssière Reconquête                                                        | 2 197                     | 5,16                      |                          |                          |
|                                                    | Frédéric Duboucher Parti animaliste                                                   | 870                       | 2,04                      |                          |                          |
|                                                    | Guillaume Reuther Les Patriotes                                                       | 507                       | 1,19                      |                          |                          |
|                                                    | François Joslin Lutte ouvrière                                                        | 319                       | 0,75                      |                          |                          |
|                                                    | Maxime Henry Parti pirate                                                             | 252                       | 0,59                      |                          |                          |
|                                                    | Bruno Chiche Parti ouvrier indépendant démocratique                                   | 234                       | 0,55                      |                          |                          |
|                                                    | Matthieu Thénin Sans étiquette                                                        | 109                       | 0,26                      |                          |                          |
|                                                    | Alain Mahaud Parti communiste français diss.                                          | 6                         | 0,01                      |                          |                          |

### Élections législatives de 2024
| Candidat                 | Candidat                  | Parti et coalition       | Nuance                   | Premier tour | Premier tour | Second tour | Second tour |
| Candidat                 | Candidat                  | Parti et coalition       | Nuance                   | Voix         | %            | Voix        | %           |
| ------------------------ | ------------------------- | ------------------------ | ------------------------ | ------------ | ------------ | ----------- | ----------- |
|                          | Mathieu Lefèvre*          | RE (ENS)                 | ENS                      | 23 416       | 38,52        | 26 159      | 43,27       |
|                          | Julien Léger              | PCF (NFP)                | UG                       | 22 657       | 37,27        | 23 845      | 39,44       |
|                          | Isabelle Huguenin-Richard | RN                       | RN                       | 12 401       | 20,40        | 10 448      | 17,28       |
|                          | Simone Benouadah          | REC                      | REC                      | 853          | 1,40         |             |             |
|                          | Catherine Molinari        | AC-TEM (LC)              | DVC                      | 717          | 1,18         |             |             |
|                          | François Joslin           | LO                       | EXG                      | 563          | 0,93         |             |             |
|                          | Maeva Sara Angèle         | HOR diss.                | DVC                      | 179          | 0,29         |             |             |
|                          |                           |                          |                          |              |              |             |             |
| Votes valides            | Votes valides             | Votes valides            | Votes valides            | 60 786       | 97,76        | 60 452      | 98,32       |
| Votes blancs             | Votes blancs              | Votes blancs             | Votes blancs             | 1 075        | 1,73         | 821         | 1,34        |
| Votes nuls               | Votes nuls                | Votes nuls               | Votes nuls               | 316          | 0,51         | 212         | 0,34        |
| Total                    | Total                     | Total                    | Total                    | 62 177       | 100          | 61 485      | 100         |
| Abstention               | Abstention                | Abstention               | Abstention               | 29 497       | 32,18        | 30 223      | 32,96       |
| Inscrits / participation | Inscrits / participation  | Inscrits / participation | Inscrits / participation | 91 674       | 67,82        | 91 708      | 67,04       |

#### Département du Val-de-Marne
- La fiche de l'INSEE de cette circonscription : « Tableaux et Analyses de la cinquième circonscription du Val-de-Marne », sur insee.fr, site de l'Institut national de la statistique et des études économiques (consulté le 10 juin 2007) [PDF]

- « Tous les députés du département du Val-de-Marne depuis 1789 », sur assemblee-nationale.fr, site de l'Assemblée nationale française (consulté le 10 juin 2007)

- « Informations contentieuses sur le département du Val-de-Marne (Élections législatives de 2002) »(Archive.org • Wikiwix • Archive.is • Google • Que faire ?), sur conseil-constitutionnel.fr, site du Conseil constitutionnel (consulté le 13 juin 2007)

#### Circonscriptions en France
- « Carte des circonscriptions législatives en France », sur assemblee-nationale.fr, site de l'Assemblée nationale française (consulté le 10 juin 2007)

- « Résultats électoraux officiels en France »(Archive.org • Wikiwix • Archive.is • Google • Que faire ?), sur interieur.gouv.fr, site du ministère de l'Intérieur (France) (consulté le 13 juin 2007)

- Description et Atlas des circonscriptions électorales de France sur http://www.atlaspol.com, Atlaspol, site de cartographie géopolitique, consulté le 13 juin 2007.